# Una teoría matemática de la comunicación
Una teoría matemática de la comunicación es un artículo del matemático Claude Shannon publicado en Bell System Technical Journal en 1948. Se renombró The Mathematical Theory of Communication en el libro homónimo de 1949, un cambio de título pequeño pero significativo tras darse cuenta de la generalidad de esta obra. Cuenta con decenas de miles de citas, siendo uno de los artículos científicos más influyentes y citados de todos los tiempos, ya que dio origen al campo de la teoría de la información. Scientific American se refirió al artículo como la «Carta Magna de la Era de la Información», mientras que el ingeniero eléctrico Robert G. Gallager lo calificó como un «modelo para la era digital». El historiador James Gleick calificó el artículo como el desarrollo más importante de 1948, colocando al transistor en segundo lugar en el mismo período. Gleick enfatizó que el artículo de Shannon era «aún más profundo y fundamental» que el transistor.

## Publicación
El artículo fue la obra fundacional del campo de la teoría de la información. Posteriormente, en 1949, se publicó como libro titulado The Mathematical Theory of Communication (ISBN 0-252-72546-8), que posteriormente se publicó en edición de bolsillo en 1963 (ISBN 0-252-72548-4). El libro contiene un artículo adicional de Warren Weaver, que ofrece una visión general de la teoría para un público más general.